# Superno Dei
Superno Dei o Superno Dei nutu es el nombre de la carta apostólica, en forma de motu proprio, del papa Juan XXIII del 5 de junio de 1960, día de la solemnidad de Pentecostés.
Por medio del motu proprio, el Papa instituía las comisiones preparatorias del Concilio Vaticano II: obispos, disciplina del clero y de los laicos, religiosos, teología, sacramentos, liturgia, seminarios, apostolado de los laicos, Iglesias orientales y misiones. Las temáticas de las comisiones correspondían a los temas propuestos por los obispos, superiores generales y facultades de teología y derecho para el Concilio. 
Las comisiones eran presididas por un cardenal y la formaban obispos y eclesiásticos. También contaba con expertos y consultores escogidos. Se creaba también una comisión central formada por los presidentes de cada comisión temática y el «secretario general» (la presidencia de la comisión central quedaba en manos del mismo pontífice). 
Al día siguiente, el 6 de junio, el papa Juan XXIII nombró al primer secretario general de la comisión central: Monseñor Pericle Felici.